# Gottfried August Bürger
Gottfried August Bürger (Molmerswende, 31 de diciembre de 1747-Gotinga, 8 de junio de 1794) fue un poeta alemán. Es conocido principalmente por traducir del inglés al alemán Los maravillosos viajes por tierra y por mar, guerra y divertidas aventuras del barón de Münchhausen de Rudolf Erich Raspe.

## Biografía
Estudio teología y fue profesor en la universidad de Gotinga, donde enseñaba estética. En 1784 moría su primera esposa. En ese mismo año es nombrado privatdozent de la universidad. En 1785 contrae matrimonio con su cuñada, que morirá meses más tarde, en enero de 1786. Un año más tarde, en 1787, es nombrado doctor honorario de filosofía; en 1790 se casó por tercera vez aunque dos años más tarde se divorciará, y fallece en 1794.
Perteneció a un grupo de poetas y escritores de Gotinga, con los que creó una nueva tendencia poética alemana, destacó por sus poemas folclóricos, entre sus obras destaca «Lenore», de 1773, poema largo que cuenta una historia de influencia vampírica, «Cazador salvaje», de 1778, y «Canción de un buen hombre», de 1778. Tradujo al alemán a Shakespeare y a Homero.
Pero es especialmente recordado por su traducción sobre las aventuras del barón de Münchhausen, que hizo que la personalidad de este personaje traspasara las fronteras de Alemania y se convirtiera en un personaje universal. En estas historias se permitió introducir algunas nuevas de su propia cosecha, y fue tan popular su versión que hizo que se olvidara la de Raspe, que era la original.